# Stazione di Cosenza (1877)
La stazione di Cosenza, ricordata oggi come vecchia stazione di Cosenza, è stata, fino al 1987, lo scalo terminale delle linee delle Ferrovie dello Stato per Sibari e, dal 1915, per Paola. Per un breve periodo, dal 1897 al 1916, è stata stazione passante della ferrovia Sibari-Pietrafitta, poi limitata a Cosenza. È posta a 232 metri s.l.m.

## Storia
Un primo fabbricato viaggiatori nacque in seguito alla costruzione del collegamento ferroviario con Sibari da parte della Società per le Strade Ferrate Meridionali e venne inaugurato il 16 luglio 1877 contemporaneamente al tratto ferroviario fino a Frassia. Venne costruito terminale poiché non era inizialmente prevista alcuna prosecuzione della strada ferrata verso sud. Questa prima stazione è tuttora esistente, al termine della piazza Matteotti, al civico 27, lato via Alarico, oggi sede del Dopolavoro Ferroviario di Cosenza.
Con la Legge Baccarini del 1879 si ebbe l'intenzione concreta ed approvata di proseguire la ferrovia verso sud con innesto sulla Ferrovia Tirrenica Meridionale a Nocera Terinese. I lavori iniziarono già nello stesso anno con la posa del ponte ferroviario sulla confluenza tra i fiumi Busento e Crati, andarono però a rilento, per poi arrestarsi solo alla stazione di Pietrafitta completando 9.179,30 m di tutto il collegamento previsto. La stazione di Cosenza esistente, con binari rettilinei e terminali, non poté però adattarsi alla nuova configurazione passante: i binari andavano curvati verso est per trovare un passaggio nell'abitato saltando il complesso di San Domenico, allontanandoli così dal fabbricato viaggiatori. Si decise quindi la costruzione di un nuovo fabbricato viaggiatori, passante e spostato poco più a nord (58,88 m) prima della curvatura dei binari, oggi esistente e sede di Sport e Salute S.p.A.
La stazione di Cosenza divenne operativa il 18 gennaio 1879, nel primo fabbricato viaggiatori, quando venne aperto l'ultimo tratto centrale della ferrovia per Sibari, per poi spostarsi nel secondo impianto inaugurato il 29 settembre 1903 per servire meglio la tratta Cosenza-Pietrafitta aperta il 05 settembre 1897. L'importanza dello scalo accrebbe con la costruzione del collegamento Castiglione Cosentino-Paola, inaugurato il 1º agosto 1915 e aperto il giorno successivo, che realizzò, seppur a cremagliera, l'atteso collegamento verso il litorale e ferrovia Tirrenica. Adiacente alla stazione venne realizzato anche il Deposito Locomotive di Cosenza.
Il 09 ottobre 1916 il prolungamento verso sud della ferrovia Sibari-Cosenza fino a Pietrafitta venne chiuso e concesso alla Società per le Strade Ferrate del Mediterraneo per realizzare una ferrovia a scartamento ridotto per Catanzaro Lido e per San Giovanni in Fiore. Venne però posato il doppio scartamento fino a Cosenza Casali per realizzare un'asta di manovra, mentre le due linee FCL a scartamento ridotto vennero attestate in una nuova stazione posta di fronte al fabbricato viaggiatori, verso est, oltre a tutti i binari FS e FCL.
A seguito della costruzione della nuova ferrovia Cosenza-Paola, a scartamento normale e per la maggior parte del tracciato in galleria per far fronte alle notevoli variazioni altimetriche, fu deciso il riassetto del nodo di Cosenza, costruendo un terzo impianto a circa 2,5 km a nord di Cosenza, aperto il 31 maggio 1987. La nuova stazione di Cosenza, chiamata anche Cosenza Vaglio Lise dal nome del quartiere dove sorge, decretò il definitivo abbandono del precedente scalo e la dismissione progressiva degli impianti posti nel centro cittadino. L'area precedentemente occupata dai tracciati ferroviari fu oggetto di un drastico riordinamento urbanistico che comprese tra l'altro l'allungamento verso nord, passando da est, del tracciato a scartamento ridotto delle FCL per attestarlo al nuovo impianto di Cosenza. Conseguentemente fu eliminato il doppio scartamento fino a Cosenza Casali, raggiunta ora solo dalle linee FC a scartamento ridotto Cosenza-Catanzaro Lido e Cosenza-San Giovanni in Fiore.

## Strutture e impianti
Lo scalo ferroviario e i due fabbricati viaggiatori che si sono susseguiti, vennero costruiti in posizione ottimale rispetto alla città, nell'area divenuta in seguito piazza Giacomo Matteotti, nel centro cittadino.
L'edificio principale era a due livelli in classico stile ferroviario con pensilina in ferro sul primo binario, sostenuta da colonne di ghisa a capitello. Non venne munita di sottopassaggi: il primo binario era adibito normalmente alle partenze dei treni viaggiatori. Adiacente alla stazione sul lato a nord-ovest era presente lo scalo merci. Ad est, intercalati tra la stazione e quella delle Ferrovie Calabro Lucane, vi erano il fascio merci e i binari di collegamento con il deposito locomotive.

## Servizi
La stazione disponeva di:
- Biglietteria a sportello
- Sala d'attesa
- Bar
- Servizi igienici

## Interscambi
- Fermata autobus

Nel piazzale esterno della stazione avveniva lo scambio con le linee di autobus urbani. Affiancata ad est vi era la stazione di Cosenza delle Ferrovie Calabro Lucane dalla quale era possibile viaggiare sulle due linee a scartamento ridotto per Catanzaro e per San Giovanni in Fiore.

## Galleria d'immagini

Ultimi tempi di esercizio della stazione con treni a vapore, con la locomotiva 981.007 in testa ad un treno in partenza per Paola nel 1985.
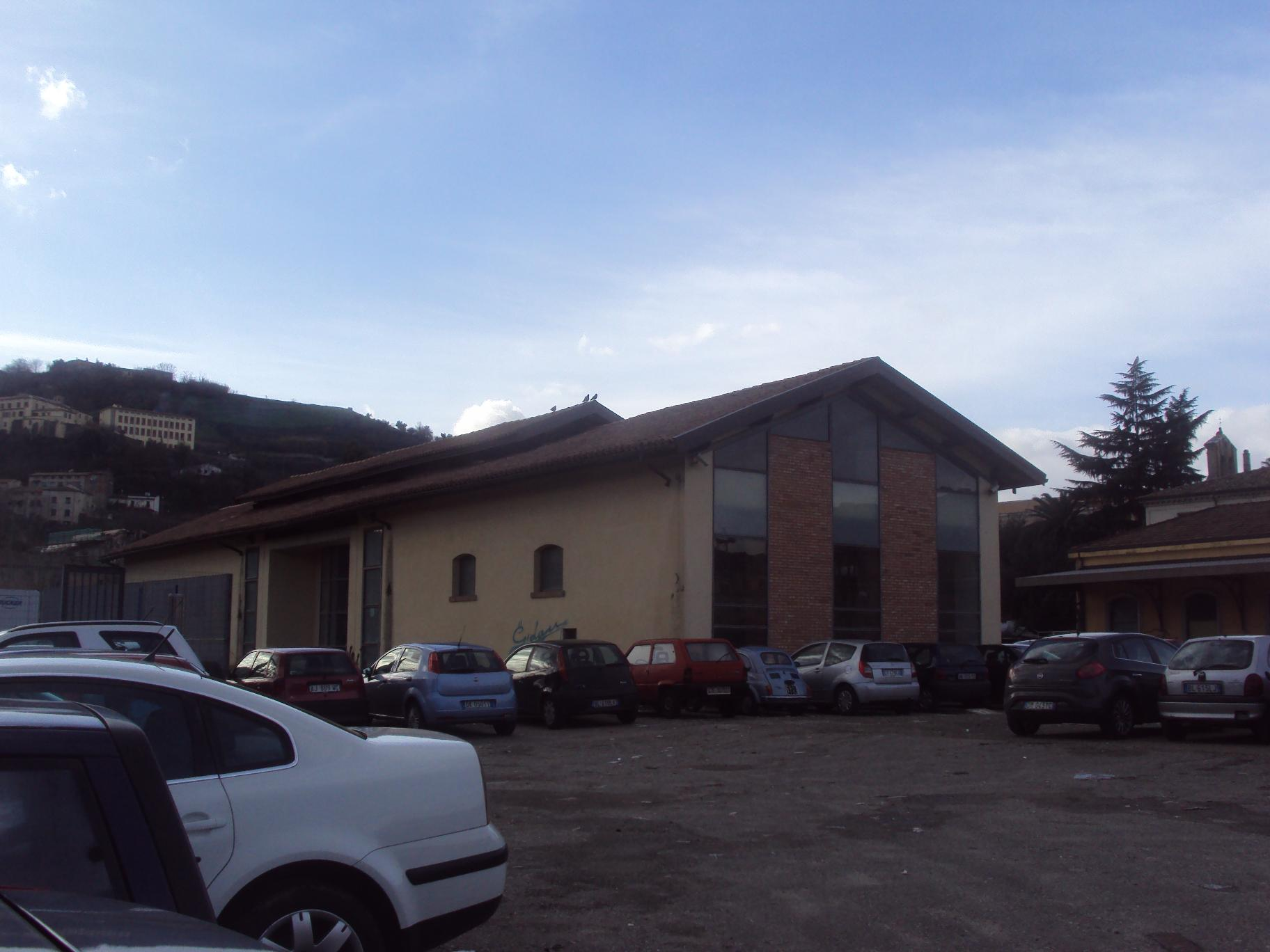
La ex-rimessa locomotive ristrutturata per altra utilizzazione.
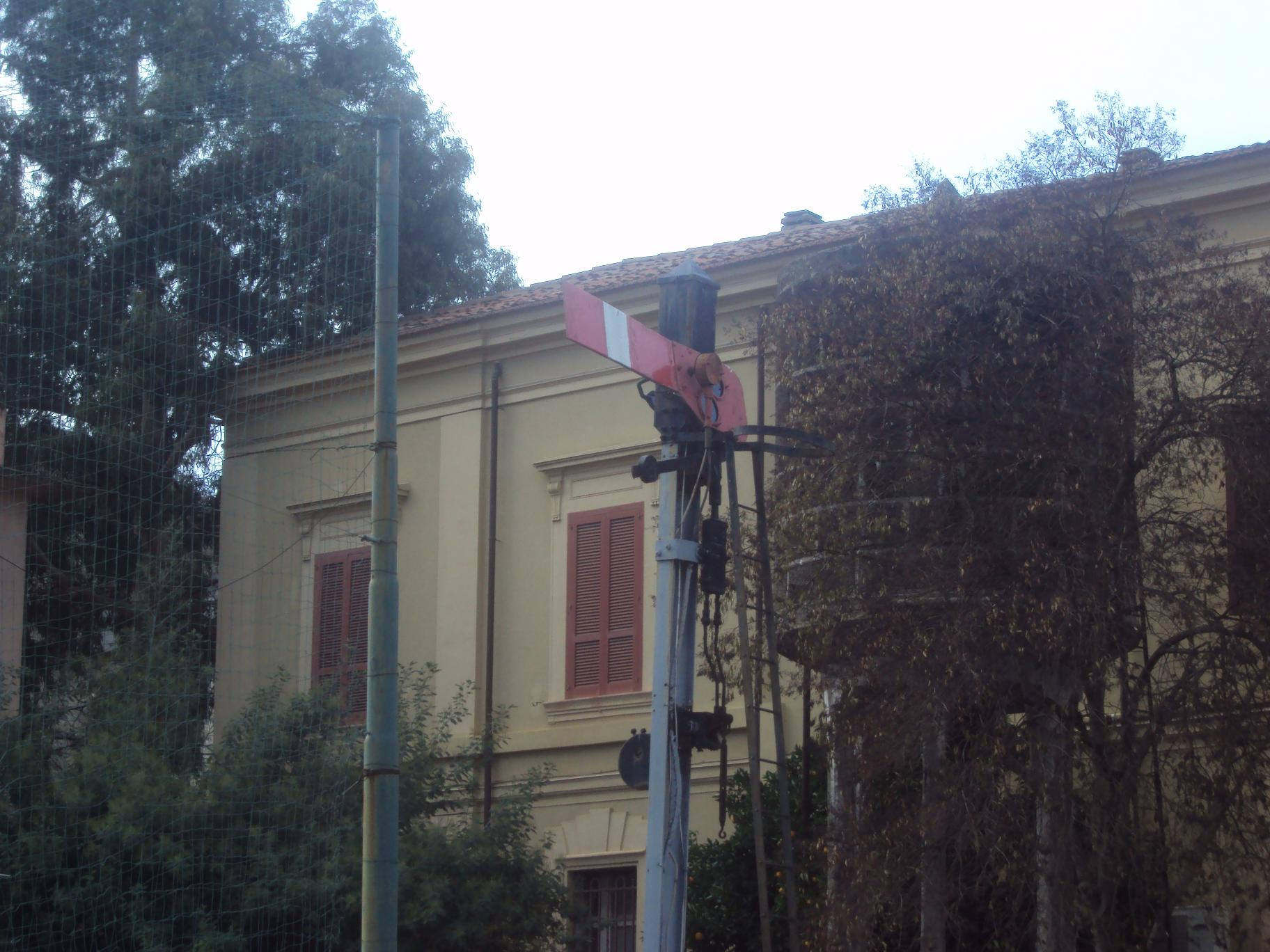
Un vecchio segnale ad ala e la cisterna, conservati presso il Dopolavoro Ferroviario
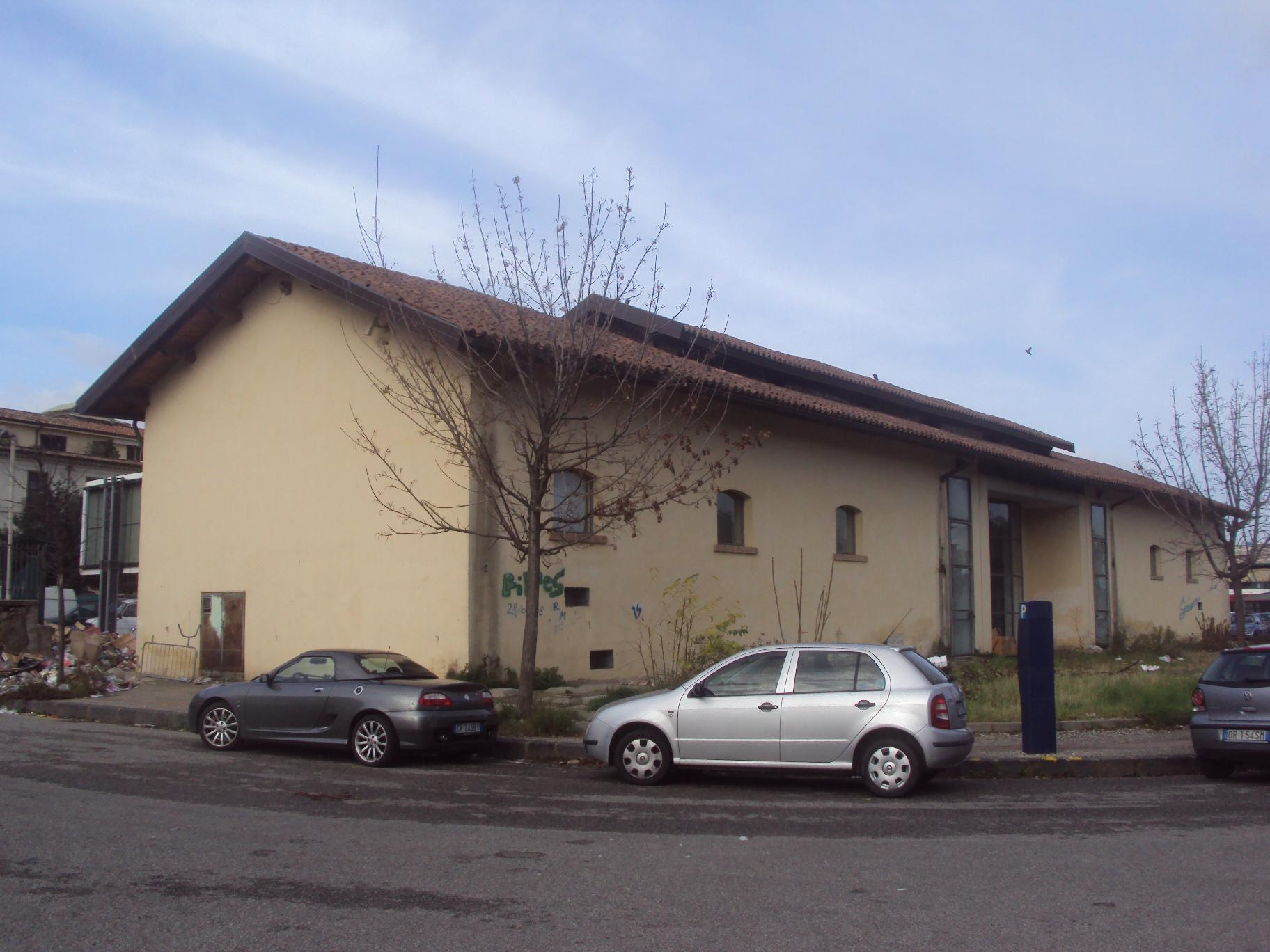
Retrospettiva della rimessa locomotive